# Volta a Burgos
A Volta a Burgos é uma competição ciclista por etapas de uma duração inferior a uma semana que se disputa na província de Burgos (Espanha), em mês de agosto.
Foi criada em 1946, tendo uma segunda edição no ano seguinte, no entanto seria necessário esperar pela década de 1980 pela realização da terceira edição, retomada graças à iniciativa de Gregorio Moreno, que viria a ser o seu diretor de corrida durante 17 anos. Entre 1981 e 1986 disputou-se como corrida amadora, e depois como corrida completamente profissional desde 1987. Após alguns anos classificada entre as melhores voltas (com a máxima classificação dentro das corridas de uma semana), a partir da criação dos Circuitos Continentais UCI em 2005 foi introduzida no UCI Europe Tour, logo abaixo do UCI Pro Tour, apesar de manter a sua qualificação de 2.hc.
Relativamente ao percurso da corrida, normalmente o vencedor da geral costuma-se decidir na etapa que tem a subida final nas Lagoas de Neila (subida de categoria especial). Também se costuma realizar um contrarrelógio, bem como uma etapa de média montanha. Entre os finais de etapa costumam-se encontrar as cidades de Burgos, Medina de Pomar, Miranda de Ebro ou Roa.
Atualmente está organizada pela Diputación Provincial de Burgos e o ciclista mais galardoado é o vasco Marino Lejarreta, com quatro títulos.
Em 2015 impulsionou-se uma corrida amadora feminina para diferentes categorias com o nome de Challange Volta a Burgos Féminas e com a primeira etapa em linha pontuável para a Copa da Espanha de Ciclismo feminina (Troféu Muniadona, criado em 2014) a qual se convidou na Volta a Burgos Féminas que passou a fazer parte do calendário internacional feminino da UCI no ano 2019.

## História
A Volta a Burgos fundou-se no ano 1946, ainda que não teve continuidade já que só se disputou dois anos consecutivos. Já na década dos anos oitenta a prova ciclista fixou os seus alicerces e desde 1981 se realiza cada ano. Até 1986 estava considerada como um Open de Ciclismo (prova aberta) no entanto ao ano seguinte, em 1987, atingiu a faixa de Profissional Internacional. O grande dominador desta época foi Marino Lejarreta, que conseguiu se impor durante três anos seguidos (1986, 1987 e 1988) e de novo dois anos mais tarde em 1990. Este ciclista biscaiano segue sendo o mais laureado.
Durante a década dos anos noventa e princípios do novo século, a Volta a Burgos viveu os seus anos dourados com grandes estrelas do ciclismo entre os seus participantes. Pedro Delgado, Alex Zülle, Abraham Olano (que ganhou duas Voltas consecutivas em 1998 e 1999) ou Tony Rominger são alguns dos corredores que se adjudicaram a ronda burgalesa nesta década. Outros participantes como Miguel Indurain ou Lance Armstrong não chegaram a ganhar a prova, mas a sua presença foi sem dúvida um sinal da importância da corrida. Nestes anos a Volta a Burgos estava considerada como uma das melhores voltas com a máxima catalogação dentro das carreiras de uma semana.

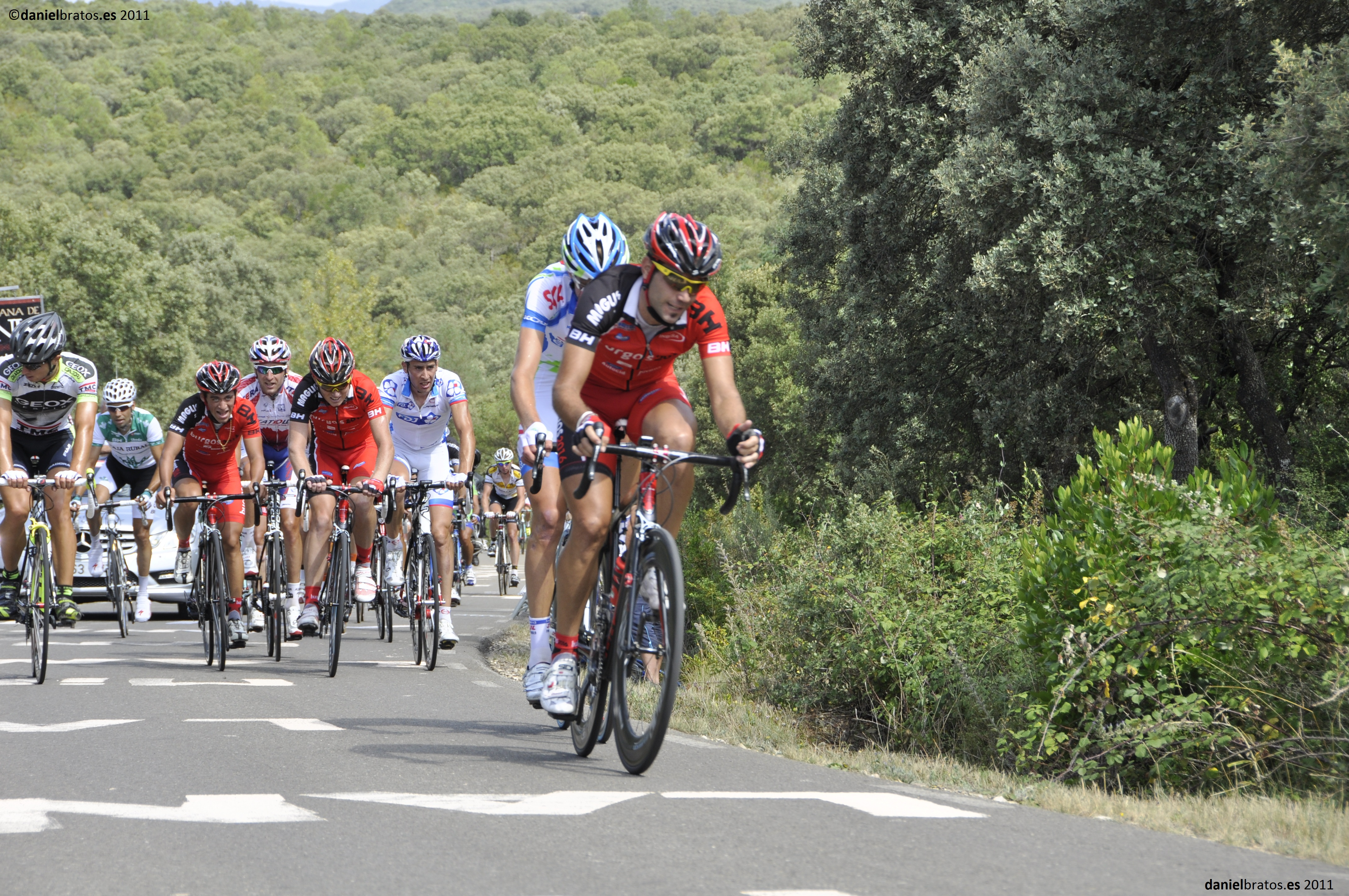
Ascensão do pelotão ao alto de San Juan do Monte em Miranda de Ebro (2011)

Com a criação em 2005 dos Circuitos Continentais UCI, as voltas ciclistas foram diferenciadas segundo faixas. A Volta a Burgos ficou englobada na UCI Europe Tour, um grau abaixo das UCI Pro Tour (máxima categoria); apesar de, depois de uma reestruturação das categorias, subir a sua qualificação de 2.1 a 2.hc (a maioria de antigas .HC ascenderam ao Pro Tour). Esta descida de categoria foi um duro golpe para a carreira, e muitos patrocinadores, televisões e equipas renunciaram a sua presença. Em 2009, a Diputación Provincial de Burgos (a organizadora) não assegurou a realização da ronda por falta de apoios económicos, ainda que finalmente saiu adiante. No entanto, com o passar dos anos, inclusive tem conseguido se impor em categoria e prestígio à Volta a Portugal que se disputa em similares datas e apesar de também ascender à categoria 2.hc teve que descer à 2.1 devido a problemas económicos.

### Percorrido
O percurso da Volta a Burgos tem ido variando com os anos. Em 1999 ascendeu-se pela primeira vez ao alto de San Juan do Monte, um porto curto de terceira categoria cujas últimas rampas superam os 9% em media e com máximas de 14%. Desde então quase cada ano uma etapa tem acabado em dito porto próximo a Miranda de Ebro. Em 2008, a organização tomou a decisão de variar o tradicional final da Volta a Burgos na capital burgalesa. Desde aquela edição são as Lagoas de Neila, e seu porto de categoria especial com rampas de 15%, quem acolhe a última etapa, excepto em 2014 que acabou com uma contrarrelógio em Aranda de Duero.
Em 2011 renovou-se de novo no percurso adjudicando todos os finais de etapa, excepto um, em alto. Aos já tradicionais ascensões a San Juan do Monte e às Lagoas de Neila, se uniram a ascensão ao castelo de Burgos e à cidade romana de Clunia.

## Maillots de líder
Para facilitar o reconhecimento dos líderes das diferentes classificações, este costuma vestir um maillot com uma cor determinada, como sucede com os líderes da geral na Volta a Espanha (maillot vermelho), no Tour de France (maillot amarelo) e no Giro d'Italia (maglia rosa).
| Maillot lilás             | O maillot lilás é o distintivo vestido pelo nesse momento líder da Volta a Burgos. Isto permite que seja identificado nas etapas nas que o porta como ganhador. Acredita, por tanto, ao líder da classificação geral. A cor eleita é o lilás já que é também a cor da bandeira da província de Burgos. |
| Maillot vermelho          | O maillot vermelho é o que acredita ao líder da classificação de melhor escalador. |
| Maillot verde             | O maillot verde é o que acredita ao líder da classificação da regularidade. |
| Maillot azul              | O maillot azul é o que acredita ao líder da classificação de metas volantes. |
| Classificação por equipas | Também se dá o prêmio à classificação por equipas ainda que como costuma ser habitual no resto de carreiras não há um maillot identificativo. |

## Palmarés

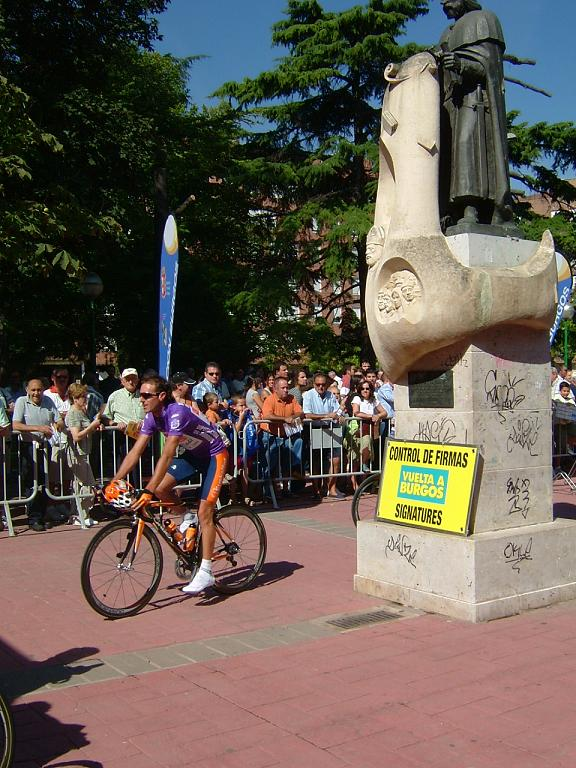
Iam Mayo, com o maillot morado, no controle de assinaturas de Miranda de Ebro (2006)

| Ano                              | Vencedor                | Segundo                      | Terceiro                   |
| -------------------------------- | ----------------------- | ---------------------------- | -------------------------- |
| 1946                             | Bernardo Capó           | Senén Mesa Fernández         | Victorio Ruiz García       |
| 1947                             | Bernardo Ruiz           | Manuel Rodríguez Barros      | Bernardo Capó              |
| 1948-1980 edições não disputadas |                         |                              |                            |
| 1981                             | Faustino Rupérez        | Eulalio García Pereda        | Enrique Cima               |
| 1982                             | José Luis Laguía        | Ángel Ocaña                  | José Luis Navarro Martínez |
| 1983                             | Ángel de las Heras Díaz | Felipe Yáñez                 | Eduardo Chozas             |
| 1984                             | Federico Echave         | Faustino Rupérez             | Celestino Prieto           |
| 1985                             | José Recio              | Reimund Dietzen              | Celestino Prieto           |
| 1986                             | Marino Lejarreta        | Iñaki Gastón                 | Anselmo Fuerte             |
| 1987                             | Marino Lejarreta        | Ángel Arroyo                 | Francisco Antequera        |
| 1988                             | Marino Lejarreta        | Enrique Aja                  | Laudelino Cubino           |
| 1989                             | Francisco Antequera     | Pedro Muñoz                  | Peio Ruiz Cabestany        |
| 1990                             | Marino Lejarreta        | Miguel Ángel Martínez Torres | Miguel Indurain            |
| 1991                             | Pedro Delgado           | Gianni Bugno                 | José Martín Farfán         |
| 1992                             | Alex Zülle              | Raúl Alcalá                  | Federico Echave            |
| 1993                             | Laudelino Cubino        | Raúl Alcalá                  | Laurent Dufaux             |
| 1994                             | Armand de Las Cuevas    | Laudelino Cubino             | Jim Van De Laer            |
| 1995                             | Laurent Dufaux          | Stefano Della Santa          | Gabriele Colombo           |
| 1996                             | Tony Rominger           | Miguel Indurain              | Íñigo Cuesta               |
| 1997                             | Laurent Jalabert        | Abraham Olano                | Fernando Escartín          |
| 1998                             | Abraham Olano           | Leonardo Piepoli             | Ángel Casero               |
| 1999                             | Abraham Olano           | Dario Frigo                  | Laurent Dufaux             |
| 2000                             | Leonardo Piepoli        | Óscar Sevilla                | Pascal Hervé               |
| 2001                             | Juan Miguel Mercado     | José Luis Rubiera            | Eladio Jiménez             |
| 2002                             | Francisco Mancebo       | José Luis Rubiera            | Mikel Zarrabeitia          |
| 2003                             | Pablo Lastras           | Óscar Pereiro                | Carlos García Quesada      |
| 2004                             | Alejandro Valverde      | Denis Menchov                | Leonardo Piepoli           |
| 2005                             | Juan Carlos Domínguez   | Joaquim Rodríguez            | Carlos Castaño Panadero    |
| 2006                             | Iban Mayo               | José Antonio Pecharromán     | Daniel Moreno              |
| 2007                             | Mauricio Soler          | Alejandro Valverde           | Carlos Castaño Panadero    |
| 2008                             | Xabier Zandio           | Iñigo Landaluze              | Walter Pedraza             |
| 2009                             | Alejandro Valverde      | Xavier Tondo                 | Tom Danielson              |
| 2010                             | Samuel Sánchez          | Ezequiel Mosquera            | Vincenzo Nibali            |
| 2011                             | Joaquim Rodríguez       | Daniel Moreno                | Juan José Cobo             |
| 2012                             | Daniel Moreno           | Sergio Henao                 | Esteban Chaves             |
| 2013                             | Nairo Quintana          | David Arroyo                 | Vincenzo Nibali            |
| 2014                             | Nairo Quintana          | Daniel Moreno                | Janez Brajkovič            |
| 2015                             | Rein Taaramäe           | Michele Scarponi             | Daniel Moreno              |
| 2016                             | Alberto Contador        | Ben Hermans                  | Sergio Pardilla            |
| 2017                             | Mikel Landa             | Enric Mas                    | David de la Cruz           |
| 2018                             | Iván Ramiro Sosa        | Miguel Ángel López           | David de la Cruz           |
| 2019                             | Iván Ramiro Sosa        | Óscar Rodríguez Garaicoechea | Richard Carapaz            |
| 2020                             | Remco Evenepoel         | Mikel Landa                  | João Almeida               |
| 2021                             | Mikel Landa             | Fabio Aru                    | Mark Padun                 |
| 2022                             | Pavel Sivakov           | João Almeida                 | Carlos Rodríguez           |
| 2023                             | Primož Roglič           | Aleksandr Vlasov             | Adam Yates                 |
| 2024                             | Sepp Kuss               | Max Poole                    | Finn Fisher-Black          |

### Classificações e outros dados
| Ano  | Quilómetros totais | Geral                 | Montanha              | Pontos                 |
| ---- | ------------------ | --------------------- | --------------------- | ---------------------- |
| 1946 | -                  | Bernardo Capó         | Bernardo Capó         | -                      |
| 1947 | -                  | Bernardo Ruiz         | Miguel Gual           | -                      |
| 1981 | -                  | Faustino Rupérez      | Pedro Muñoz           | Eulalio García         |
| 1982 | -                  | José Luis Laguía      | Felipe Yáñez          | Isidro Juárez          |
| 1983 | -                  | Ángel das Heras       | José Luis Laguía      | Celestino Prieto       |
| 1984 | -                  | Federico Etxabe       | Juan Fernández        | Federico Etxabe        |
| 1985 | -                  | José Recio            | Jesús Rodríguez Magro | Manuel Jorge Domínguez |
| 1986 | -                  | Marino Lejarreta      | Mariano Sánchez       | Alfonso Gutiérrez      |
| 1987 |                    |                       |                       |                        |
| 1988 | -                  | Marino Lejarreta      | Ángel Ocaña           | Marino Lejarreta       |
| 1989 | -                  | Francisco Antequera   | Pedro Muñoz           | Eric Vanderaerden      |
| 1990 | -                  | Marino Lejarreta      | Charly Mottet         | Miguel Indurain        |
| 1991 | -                  | Pedro Delgado         | Pedro Delgado         | Stephan Joho           |
| 1992 | -                  | Alex Zülle            | Raúl Alcalá           | Laurent Jalabert       |
| 1993 | -                  | Laudelino Cubino      | Francisque Teyssier   | Erik Zabel             |
| 1994 | -                  | Armand de las Cuevas  | Robert Milhar         | Samuele Schiavina      |
| 1995 | -                  | Laurent Dufaux        | François Simon        | Laurent Dufaux         |
| 1996 | -                  | Tony Rominger         | José María Jiménez    | Nicola Minali          |
| 1997 | -                  | Laurent Jalabert      | Jon Odriozola         | Abraham Olano          |
| 1998 | 691                | Abraham Olano         | José María Jiménez    | Andrei Tchmil          |
| 1999 | 686                | Abraham Olano         | Stefano Casagranda    | Abraham Olano          |
| 2000 | 515                | Leonardo Piepoli      | Leonardo Piepoli      | Pascal Hervé           |
| 2001 | 782                | Juan Miguel Mercado   | José Luis Rubiera     | Óscar Freire           |
| 2002 | 682                | Francisco Mancebo     | Alessandro Bertolini  | Salvatore Commesso     |
| 2003 | 670,4              | Pablo Lastras         | Dave Bruylandts       | Dave Bruylandts        |
| 2004 | 633                | Alejandro Valverde    | Alejandro Valverde    | Alejandro Valverde     |
| 2005 | 665,5              | Juan Carlos Domínguez | Luis Pérez Romero     | Igor Astarloa          |
| 2006 | 671,8              | Iam Mayo              | Sergio Ghisalberti    | Carlos Torrent         |
| 2007 | 632                | Juan Mauricio Soler   | Vasil Kiryienka       | Alejandro Valverde     |
| 2008 | 802                | Xabier Zandio         | Juan José Cobo        | Yauheni Hutarovich     |
| 2009 | 641                | Alejandro Valverde    | Serafín Martínez      | Alejandro Valverde     |
| 2010 | 657,3              | Samuel Sánchez        | José Toribio          | Samuel Sánchez         |
| 2011 | 646,3              | Joaquim Rodríguez     | Mikel Landa           | Joaquim Rodríguez      |
| 2012 | 775                | Daniel Moreno         | Sergio Pardilla       | Daniel Moreno          |
| 2013 | 803                | Nairo Quintana        | David Arroyo          | Anthony Roux           |
| 2014 | 619.4              | Nairo Quintana        | Nairo Quintana        | Aleksejs Saramotins    |
| 2015 | 658,14             | Rein Taaramäe         | Fabio Duarte          | Dani Moreno            |
| 2016 | 674,72             | Alberto Contador      | Omar Fraile           | Danny van Poppel       |
| 2017 | 760                | Mikel Landa           | Mikel Landa           | Mikel Landa            |
| 2018 | 775                | Iván Ramiro Sosa      | Iván Ramiro Sosa      | Miguel Ángel López     |
| 2019 | 787                | Iván Ramiro Sosa      | Iván Ramiro Sosa      | Alex Aranburu          |
| 2020 | 796                | Remco Evenepoel       | Gotzon Martín         | Mikel Landa            |
| 2021 | 804                | Mikel Landa           | Romain Bardet         | Juan Sebastian Molano  |
| 2022 | 810                | Pavel Sivakov         | Miguel Ángel López    | Ruben Guerreiro        |
| 2023 | 674.2              | Primož Roglič         | Adam Yates            | Primož Roglič          |

## Palmarés por países
- Actualizado após edição de 2023

| País           | Vitórias | 2.º lugar | 3.º lugar |
| -------------- | -------- | --------- | --------- |
| Espanha        | 30       | 30        | 26        |
| Colômbia       | 5        | 2         | 4         |
| Suíça          | 3        | 0         | 2         |
| França         | 3        | 0         | 1         |
| Itália         | 1        | 6         | 4         |
| Bélgica        | 1        | 1         | 1         |
| Estónia        | 1        | 0         | 0         |
| Eslovênia      | 1        | 0         | 1         |
| México         | 0        | 2         | 0         |
| Portugal       | 0        | 1         | 1         |
| Alemanha       | 0        | 1         | 0         |
| Rússia         | 0        | 1         | 0         |
| Uruguai        | 0        | 0         | 1         |
| Estados Unidos | 0        | 0         | 1         |
| Equador        | 0        | 0         | 1         |
| Ucrânia        | 0        | 0         | 1         |
| Reino Unido    | 0        | 0         | 1         |
| Total          | 45       | 44        | 45        |

## Estatísticas

### Mais vitórias gerais
- Actualizado até 2018

| Ciclista           | Vitórias | Anos                   |
| ------------------ | -------- | ---------------------- |
| Marino Lejarreta   | 4        | 1986, 1987, 1988, 1990 |
| Abraham Olano      | 2        | 1998, 1999             |
| Alejandro Valverde | 2        | 2004, 2009             |
| Nairo Quintana     | 2        | 2013, 2014             |